# Marcel Junca
Marcel Junca, o François-Marcel Junca (Bayona, Pirineos Atlánticos, 1818 - Lormes, Nièvre, 4 de octubre de 1878) fue un bajo y pintor francés.

## Trayectoria
Estudió en Tolón y en París. Debutó en 1839 en Metz. Cantó en el Grand Theatre de Lyon de 1840 a 1841, y en el Grand Theatre de Marsella. De 1847 a 1855 fue muy activo en París, y en 1852 participó en el estreno de Si j'étais roi de Adolphe Adam. En 1859, debutó en Nueva York como Procida en el estreno local de Las vísperas sicilianas bajo la dirección de Emanuele Muzio. En el teatro de La Scala de Milán cantó en el estreno de Mefistófeles de Arrigo Boito, y fue el Padre Guardino en el estreno de la segunda versión de La fuerza del destino en 1869.
Su voz, de una excepcional sonoridad y potencia, su soltura escénica y la perfecta pronunciación, eran las principales cualidades de lo que se consideró uno de los mejores bajos de los años 60 y 70. Se retiró en 1877.
Cantó en el Gran Teatro del Liceo de Barcelona.